# Порумбень (комуна)
Порумбень, Порумбені (рум. Porumbeni) — комуна у повіті Харгіта в Румунії. До складу комуни входять такі села (дані про населення за 2002 рік):
- Порумбеній-Марі (1140 осіб) — адміністративний центр комуни
- Порумбеній-Міч (571 особа)

Комуна розташована на відстані 217 км на північ від Бухареста, 53 км на захід від М'єркуря-Чука, 129 км на південний схід від Клуж-Напоки, 78 км на північний захід від Брашова.

## Населення
У 2009 році у комуні проживали 1785 осіб.